# Луцій Валерій Публікола
Луцій Валерій Публікола (лат. Lucius Valerius Publicola; V—IV століття до н. е.) — політичний, державний і військовий діяч Римської республіки, п'ятикратний військовий трибун з консульською владою (консулярний трибун) 394, 389, 387, 383 і 380 років до н. е.

## Біографічні відомості
Походив з патриціанського роду Валеріїв. Згідно з деякими джерелами ХХ століття — син Луція Валерія Публіколи (дід носив теж саме ім'я), які були напевно нащадками Публія Валерія Публіколи, консула 475 та 460 років до н. е. Ані батько, ані дід не обіймали якихось посад, проте напевне були сенаторами. Про його молоді роки відомостей не збереглося.

### Перша трибунська каденція
394 року до н. е. його було вперше обрано військовим трибуном з консульською владою разом з Марком Фурієм Каміллом, Луцієм Фурієм Медулліном, Гаєм Емілієм Мамерціном, Спурієм Постумієм Альбіном Регілленом і Публієм Корнелієм Сципіоном. Марку Фурію Каміллу було доручено провести військову кампанію проти фалісків, яка скінчилася їхньою капітуляцією, Спурій Постумій та Гай Емілій проводили військові дії проти еквів, тоді як Луцій Валерій залишався в Римі, про його дії у цій каденції відомостей немає.

### Друга трибунська каденція
389 року до н. е. його було вдруге обрано військовим трибуном з консульською владою разом з Луцієм Емілієм Мамерціном, Луцієм Вергінієм Трікостом, Авлом Манлієм Капітоліном, Публієм Корнелієм і Луцієм Постумієм Альбіном Регілленом. Під час цієї каденції диктатором було обрано Марка Фурія Камілла, який після 70 років боротьби Римської республіки проти вольськів примусив їх нарешті підкоритися. Водночас екви та етруски атакували союзників Риму з міста Сутрі. Проти них виступили римські війська на чолі з Луцієм Емілієм Мамерціном. Про дії Луція Валерія Публіколи того року також відомостей немає.

### Третя трибунська каденція
387 року до н. е. його було втретє обрано військовим трибуном з консульською владою разом з Луцієм Папірієм Курсором, Луцієм Емілієм Мамерціном, Гнеєм Сергієм Фіденатом Коксоном і Ліцінієм Мененієм Ланатом. Упродовж цієї каденції було створено 4 нові триби: Стеллатіна, Троментіна, Сабатіна і Арнієнса, довівши таким чином їхню чисельність до 25. Народні трибуни знову пропонували виділення Понтійських земель для вольськів.

### Четверта трибунська каденція
383 року до н. е. його вчетверте було обрано військовим трибуном з консульською владою разом із Сервієм Сульпіцієм Руфом, Луцієм Емілієм Мамерціном, Авлом Манлієм Капітоліном, Луцієм Лукрецієм Триципітіном Флавом і Марком Требонієм. Під час цієї каденції почались декілька повстань проти Риму, але військові дії не відбулись через моровицю і голод, які спалахнули в Римі.

### П'ята трибунська каденція
У 380 році до н. е. його вп'яте було обрано військовим трибуном з консульською владою разом з Сервієм Корнелієм Малугіненом, Гнеєм Сергієм Фіденатом Коксоном, Ліцінієм Мененієм Ланатом і Публієм Валерієм Потітом Публіколою. Того року відбулися суперечки між патриціями і плебеями з питання про те, чи можна саджати римських громадян у боргову кабалу. Цим вирішили скористатися містяни Пренесте, які підступили з війною до Риму. Щоб уникнути зовнішньої небезпеки й обмежити владу трибунів, сенат обрав диктатором Тита Квінкція Цинцінната Капітоліна, який нарешті привів римлян до перемоги над Пренесте.
Про подальшу долю Луція Валерія Публіколи невідомо.